# Порта-Маджоре
Порта-Маджоре  (итал. Porta Maggiore «Большие ворота») или Пренестинские ворота (лат. Porta Prenestina) — одни из восточных ворот в Аврелиановой стене Рима. Через ворота проходили две дороги — Пренестинская, уходившая к востоку к городу Пренеста, и Лабиканская, также носившая название Касилинской (лат. Via Casilina), поскольку вела на юго-восток и доходила до города Касилина (лат. Casilinum) в Кампании.

## История
Двухарочные ворота первоначально являлись частью акведуков Aqua Claudia и Anio Novus, построенных императором Клавдием над Пренестинской и Лабиканской дорогами, позднее были перестроены в ворота в 52 году н. э. При строительстве стены Аврелиана в III веке ворота были встроены в стену. В VI веке Прокопий Кесарийский упоминает название этих ворот — Porta Praenestina (Пренестинские ворота), по названию улицы, которая вела к ним (BG I.18).
В Средневековье ворота продолжали именоваться Пренестинскими, получив еще одно название — Maior, которое указывало паломникам на расположенную поблизости церковь Санта-Мария-Маджоре.
За воротами находится необычный памятник древнеримской архитектуры — Гробница пекаря Еврисака.